# Січ

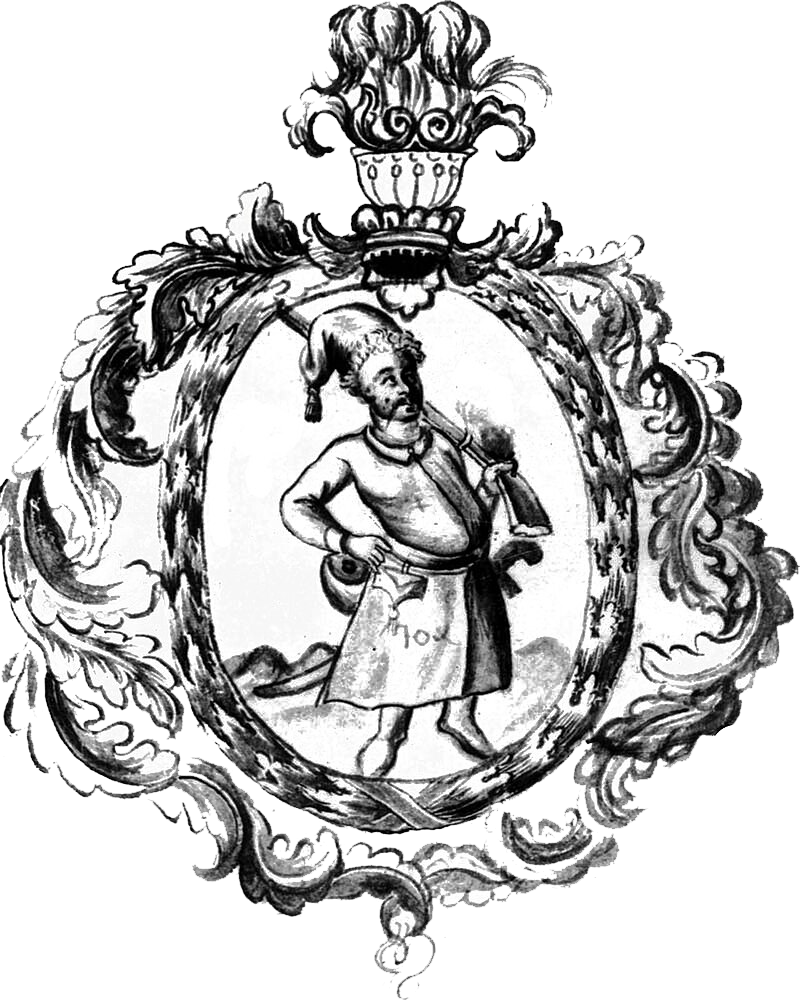
Герб Війська Запорозького з літопису Григорія Грабянки, що присвятив йому пісню (староукр.) "Войська Запорозького воїн знаменитий"

Січ — адміністративний та військовий центр запорозького козацтва. Вищим органом влади на Січі була рада, право участі в якій мали всі без винятку козаки. Інколи ради проводилися і на репрезентативній основі. Зібрання козаків з їхньої власної ініціативи називалося чорною радою. До компетенції ради входили всі найважливіші справи козацького товариства. Виконавча влада належала кошовому отаману. Його помічниками були суддя, осавул, писар, курінні отамани. Для організації військового походу серед старшини обирався гетьман. Першим кошовим отаманом та гетьманом українських козаків став Остафій Дашкевич.

## Запорізька Січ
Різноманітні обставини змушували козаків змінювати місце розташування Січі. Їх налічувалося 8 :
- Хортицька (1556—1558)
- Томаківська (1564 - 1593)
- Базавлуцька (1593—1638)
- Микитинська (1639—1652)
- Чортомлицька (1652—1709)
- Кам'янська (1709—1711); відновлена (1730—1734)
- Олешківська (1711—1728)
- Нова Січ (1734—1775)

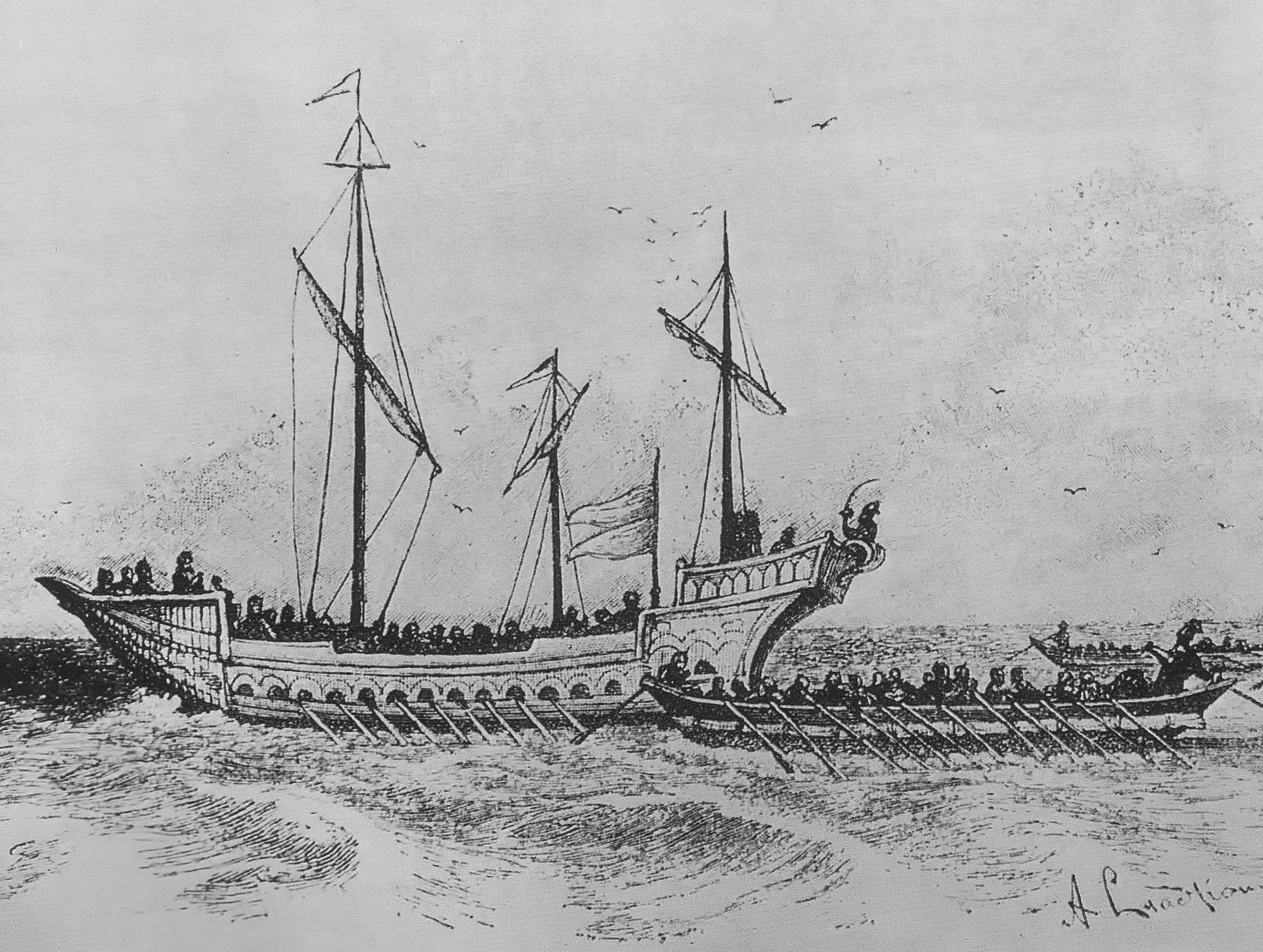
Запорозькі судна. 1900 р. Художник Опанас Сластіон. Малюнок за Д. Ровинським та Г. Бопланом

Остання стала центром Вольностей Війська Запорозького Низового — території південноукраїнських земель, освоєних козацтвом до загарбання їх російським урядом у другій половині XVIII ст.
Частина козаків після 1775 року перебрались за Дунай де заснували Задунайську Січ (1775—1828).
Традиції Запорозької Січі не зникли після її останнього зруйнування російськими військами в 1775 році і в Російській імперії. Вони проявилися в житті козацької громади Чорноморського козацького війська, Бузького козацького війська та на Кубані.

## Етимологія слова «Січ»
Походження назви «січ» — спірне, а побутування слова в якості загального найменування — малодосліджене. За спостереженнями В.Німчука, в актах 17 ст., складених у Лівобережній Україні, «січами» називали земельні ділянки, розчищені від лісу. На його думку, саме це значення є першоосновою власної назви «Запорозька Січ». Натомість історики зазвичай вважають термін етимологічно тотожним із «засікою» (штучна перешкода із повалених дерев, влаштована в оборонних цілях; табір, обнесений частоколом). Найдавніші відомості про «стани», «остроги» й «городки» козаків (див. Козацтво українське) в місцях їхніх промислів належать до 1520-х рр., а про дерев'яні укріплення-«засіки» — до 1-ї пол. 1580-х рр. Їх розглядають як «протосічі»/«січі», що згодом сконсолідувалися у «велику» Запорозьку Січ.

## Цікавий факт
Словом «Січ» фігурально назвали Євромайдан (2013). Воно використувувалось також у жартівливих фразеологізмах Євромайдану: «У кожній незрозумілій ситуації будуй Січ».